# Georg Scherer (Funktionshäftling)
Georg Scherer (* 2. März 1906 in Pasenbach; † 8. April 1985 in Dachau) war ein deutscher Sozialist und erster Lagerältester im KZ Dachau. Scherer war führend am Dachauer Aufstand vom 28. April 1945 beteiligt.

## Leben
Scherer, der aus ärmlichen Verhältnissen stammte, war gelernter Eisendreher. Nach der Ausbildung fand Scherer, der in Dachau wohnhaft war, einen Arbeitsplatz bei BMW und wurde dort schließlich Werkmeister. Ab 1923 wurde er als passionierter Sportler Mitglied im Dachauer „Arbeiter-Turn- und Sportverein“ (ATSV) und errang bei der ersten Arbeiterolympiade in Frankfurt am Main den ersten Platz im 1500-Meter-Lauf. Durch seinen Sportverein erhielt er an der Bundesschule des deutschen „Arbeiter-Turn- und Sportbundes“ (ATSB) in Leipzig einen qualifizierenden Lehrgang im Sportbereich. Um 1929/30 trat er der SPD bei, wechselte jedoch im Herbst 1931 zur Sozialistischen Arbeiterpartei SAP. Nach der „Machtergreifung“ durch die Nationalsozialisten verteilte der Antifaschist Scherer regimefeindliche Flugblätter und äußerte sich kritisch über den Nationalsozialismus. Am 22. Dezember 1935 wurde Scherer verhaftet und am 24. Dezember 1935 in das KZ Dachau überstellt. Bei Verhören wurde Scherer im Januar 1936 schwer misshandelt, da er die Namen der Adressaten seiner Flugblätter nicht verriet und auch die Herkunft der Flugblätter nicht aufklärte. Scherer, der als Dachauer Bürger nur innerhalb des Lagers eingesetzt wurde, war zunächst Kapo in der Wäscherei und ab etwa 1937 auf der Lagerbaustelle eingesetzt. Er gehörte zu den hundert Häftlingen, die nach der zeitweiligen Verlegung der Dachauer Häftlinge nach Mauthausen im KZ Dachau verblieben. Schließlich wurde er Blockältester und ab 1940 erster Lagerältester im KZ Dachau. Scherer setzte sich trotz an ihm vollzogener Lagerstrafen für die Häftlinge ein, indem er die gerechte Verteilung der Verpflegung organisierte und gefährdete Häftlinge dem Sichtfeld der Lager-SS entzog. So lernte er auch Walter Neff kennen, den Oberpfleger des Häftlingskrankenblocks, der auf Bitten Scherers gefährdete Häftlinge im Krankenbau versteckte. Scherer, der sich mit Neff anfreundete, wurde am 17. Januar 1941 aus dem KZ Dachau entlassen.
Anschließend konnte er seine Einziehung zur Wehrmacht verhindern, indem es ihm gelang, eine Anstellung bei der Schraubenfabrik „Präzifix“ zu erhalten. Zusammen mit seiner Ehefrau lebte Scherer wieder zurückgezogen in Dachau. Scherer wurde durch Walter Neff weiterhin über die Vorgänge im KZ Dachau informiert. Er leitete schließlich gemeinsam mit seinem Freund Walter Neff den Dachauer Aufstand am 28. April 1945, noch vor der Befreiung des KZ Dachau. Ziel des gescheiterten Aufstands war, Dachau vor der Zerstörung zu bewahren und die endgültige Liquidierung beziehungsweise Evakuierung des KZ Dachau zu verhindern.
Nach dem Kriegsende setzte sich Scherer weiter für die Häftlinge ein und half bei der Versorgung der Überlebenden und der Bestattung der Toten. Vom 30. April 1945 bis zum 31. Januar 1946 wurde Scherer durch die amerikanische Militärregierung als zweiter Bürgermeister eingesetzt. Er gehörte einem antifaschistischen Aktionsausschuss an, der Listen belasteter NSDAP-Mitglieder erstellte. Als Parteiloser gelangte er im Juli 1946 über die Liste der KPD in den Dachauer Stadtrat, dem er bis April 1952 angehörte. Scherer erwarb 1946 eine Schneiderei aus dem Stadtbesitz und baute diese zu der Kleiderfabrik „Bardtke & Scherer“ auf, in der auch Neff eine Anstellung fand. Als Förderer des Sports begründete Scherer noch 1945 den ATSV als „Allgemeiner Sportverein Dachau“ (ASD, heute ASV) wieder. 1975 wurde er mit dem Bundesverdienstkreuz ausgezeichnet. Scherer verstarb Anfang April 1985. In Dachau ist die Turnhalle „Georg-Scherer-Halle“ und auch eine Straße nach Scherer benannt.